# Don Edmunds
Donald Edmunds, detto Don (Santa Ana, 23 settembre 1930 – California, 12 agosto 2020), è stato un pilota automobilistico statunitense.

## Carriera
Corse nella serie Champ Car dal 1957 al 1959, riuscendo a prendere il via della 500 Miglia di Indianapolis solo una volta, nel 1957.
Fondò la Autoresearch, Inc., specializzata nella costruzioni di vetture Midget e Sprint. Le sue auto vinsero parecchi campionati nazionali Midget tra gli anni sessanta e settanta. In seguito diventò collezionista e restauratore di vecchi modelli da corsa.
Tra il 1950 e il 1960 la 500 Miglia di Indianapolis faceva parte del Campionato Mondiale, per questo motivo Edmunds ha all'attivo anche un Gran Premio in Formula 1.

## Risultati in Formula 1
| 1957 | Scuderia  | Vettura           |  |  |     |  |  |  |  |  |  |  |  | Punti | Pos. |
| ---- | --------- | ----------------- |  |  | --- |  |  |  |  |  |  |  |  | ----- | ---- |
| 1957 | Roy McKay | Kurtis Kraft 500G |  |  | Rit |  |  |  |  |  |  |  |  | 0     |      |

| 1959 | Scuderia           | Vettura             |  |    |  |  |  |  |  |  |  |  |  | Punti | Pos. |
| ---- | ------------------ | ------------------- |  | -- |  |  |  |  |  |  |  |  |  | ----- | ---- |
| 1959 | Bill Forbes Racing | Kuzma Indy Roadster |  | NQ |  |  |  |  |  |  |  |  |  | 0     |      |

| Legenda | 1º posto     | 2º posto | 3º posto    | A punti         | Senza punti/Non class.  | Grassetto – Pole position Corsivo – Giro più veloce |
| Legenda | Squalificato | Ritirato | Non partito | Non qualificato | Solo prove/Terzo pilota | Grassetto – Pole position Corsivo – Giro più veloce |